# Gennes (Maine y Loira)
Gennes era una comuna francesa situada en el departamento de Maine y Loira, de la región de Países del Loira.
El 1 de enero de 2016 pasó a ser una comuna delegada de la comuna nueva de Gennes-Val de Loire, al fusionarse con las comunas de Chênehutte-Trèves-Cunault, Grézillé, Le Thoureil y Saint-Georges-des-Sept-Voies.
El 1 de enero de 2018, pasó a ser una comuna delegada de la comuna nueva de Gennes-Val-de-Loire, que incluye las comunas de Chênehutte-Trèves-Cunault, Grézillé, Les Rosiers-sur-Loire, Le Thoureil, Saint-Georges-des-Sept-Voies y Saint-Martin-de-la-Place.

## Demografía
| Gráfica de evolución demográfica de Gennes (Maine y Loira) entre 1800 y 2013 |
|                                                                              |

Los datos demográficos contemplados en este gráfico de la comuna de Gennes se han cogido de 1800 a 1999 de la página francesa EHESS/Cassini, y los demás datos de la página del INSEE.